# When She Died
When She Died... (Death of a Princess) -título original en inglés; en español, Cuando ella murió... (Muerte de una princesa)- es una ópera de cámara para televisión con música de Jonathan Dove y libreto de David Harsent. Fue un encargo de Channel 4, que la retransmitió el 25 de agosto de 2002, conmemorando el quinto aniversario de la muerte de Diana, princesa de Gales.
Como Man on the Moon esta ópera fue creada específicamente para retransmitirse por televisión y también gira en torno a un evento que congregaba a mucha gente en torno a una experiencia televisiva. En este caso, la muerte de la princesa Diana. Tanto Dove como el director Rupert Edwards buscaron una ópera en torno a un evento contemporáneo, siguiendo la estela de John Adams que musicó acontecimientos como el histórico viaje de Nixon a China (Nixon en China) o el secuestro del Achille Lauro (La muerte de Klinghoffer). Pese a su título, la ópera no gira propiamente en torno a la muerte de la Princesa, sino a la reacción de la gente ante este acontecimiento.
Exige una plantilla de dos sopranos, dos mezzosopranos, un tenor, dos barítonos y un bajo o bajo-barítono.